# Králův Stůl
Králův Stůl är en klippa i Tjeckien. Den ligger i den östra delen av landet, 240 km öster om huvudstaden Prag. Králův Stůl ligger 345 meter över havet.
Terrängen runt Králův Stůl är kuperad åt nordväst, men åt sydost är den platt. Runt Králův Stůl är det ganska tätbefolkat, med 124 invånare per kvadratkilometer. Närmaste större samhälle är Kroměříž, 16,4 km norr om Králův Stůl. I omgivningarna runt Králův Stůl växer i huvudsak blandskog.